# Befunolol
{{Drugbox-lat
| Watchedfields =
| verifiedrevid = 413883923
| IUPAC_name = (RS)-1-{7-[2-hidroksi-3-(propan-2-ilamino)propoksi]- 1-benzofuran-2-il}etanon
| image = Befunolol.svg
| width =
| image2 =
| width2 =
| tradename = Benfuran, Bentos, Betaclar, Glauconex
| Drugs.com = Internacionalno ime leka
| pregnancy_AU = 
| pregnancy_US = 
| pregnancy_category =
| legal_AU = 
| legal_CA = 
| legal_UK = 
| legal_US = 
| legal_status =
| routes_of_administration =
| bioavailability =
| protein_bound =
| metabolism =
| elimination_half-life =
| excretion =
| CAS_number_Ref =  
| CAS_number = 39552-01-7
| ATC_prefix = S01
| ATC_suffix = ED06
| PubChem = 2309
| IUPHAR_ligand =
| DrugBank_Ref =  
| DrugBank =
| ChemSpiderID_Ref =  
| ChemSpiderID = 2219
| UNII_Ref =  
| UNII = 418546MT3A
| KEGG_Ref =  
| KEGG = D07496
| ChEMBL_Ref =  
| ChEMBL = 153984
| C=16 | H=21 | N=1 | O=4
| molecular_weight = 291,342 g/mol
| smiles = O=C(c2oc1c(OCC(O)CNC(C)C)cccc1c2)C
| StdInChI_Ref =  
| StdInChI = 1S/C16H21NO4/c1-10(2)17-8-13(19)9-20-14-6-4-5-12-7-15(11(3)18)21-16(12)14/h4-7,10,13,17,19H,8-9H2,1-3H3
| StdInChIKey_Ref =  
| StdInChIKey = ZPQPDBIHYCBNIG-UHFFFAOYSA-N
}}
Befunolol je beta blokator sa intrinsičnom simpatomimetičkom aktivnošću koji se koristi u tretmanu glaukoma.